# Gone Again
Gone Again – szósty album Patti Smith nagrany w 1996 roku w Electric Lady Studios (Nowy Jork).

## Lista utworów
1. "Gone Again"  (Fred "Sonic" Smith, Patti Smith)  – 3:16
2. "Beneath the Southern Cross"  (Lenny Kaye, Patti Smith)  – 4:35
3. "About a Boy"  (Patti Smith)  – 8:15
4. "My Madrigal"  (Luis Resto, Patti Smith)  – 5:09
5. "Summer Cannibals"  (Fred Smith, Patti Smith)  – 4:10
6. "Dead to the World"  (Patti Smith)  – 4:17
7. "Wing"  (Patti Smith)  – 4:53
8. "Ravens"  (Patti Smith)  – 3:56
9. "Wicked Messenger"  (Bob Dylan)  – 3:49
10. "Fireflies"  (Oliver Ray, Patti Smith)  – 9:33
11. "Farewell Reel"  (Patti Smith)  – 3:54

## Skład
- Patti Smith – wokal, gitara
- Lenny Kaye – gitara
- Jay Dee Daugherty – perkusja
- Tony Shanahan – gitara basowa
- Oliver Ray – gitara

### Gościnnie
- Luis Resto – instrumenty klawiszowe
- Tom Verlaine – gitara
- César Díaz – gitara
- Eileen Ivers – skrzypce
- Hearn Gadbois – instrumenty perkusyjne
- Jane Scarpantoni – wiolonczela
- John Cale – instrumenty klawiszowe
- Kimberly Smith – mandolina
- Whit Smith – gitara